# Shameela Bakhsh
Shameela Bakhsh (* 1971 in Jersey City) ist eine US-amerikanische Filmproduzentin und Drehbuchautorin, die bisher an der Entstehung von zwei Kurzfilmen mitgewirkt hat.
Der erste von ihr mitproduzierte Film Speed for Thespians wurde 2000 uraufgeführt und in der Kategorie Bester Kurzfilm für einen Oscar 2002 nominiert. Zum zweiten von ihr produzierten Film A Day in the Country schrieb sie außerdem das Drehbuch.
Ihr Vorname Shameela, der auch in der Schreibweise Shameelah existiert, ist arabisch-muslimischen Ursprungs und beschreibt einen jungen Trieb, eine Knospe.